# Joseph-Jean-Marie de Quertenmont
Joseph-Jean-Marie de Quertenmont, né à Malines le 13 août 1764, et mort à Bruxelles le 2 juin 1848, est un magistrat et homme politique, bourgmestre de Schaerbeek de 1824 à 1829. 

## Biographie
Joseph-Jean-Marie de Quertenmont est le fils de Charles-Guillaume-Joseph de Quertenmont, avocat au Conseil souverain de Brabant, puis au Grand conseil de Malines et à la cour ecclésiastique, roi et héraut d'armes de S. M. I. et R., et le petit-fils de  Philippe-Joseph Abbate, médecin du duc Charles-Alexandre de Lorraine, gouverneurs des Pays-Bas.
Il est reçu licencié en droit en 1786.
Sous Napoléon Bonaparte, il fut conseiller à la Cour Impériale (1812), puis conseiller à la Cour supérieure de justice à Bruxelles. Époux d'Anne Joseph Emmanuelle Endres.
Il est bourgmestre de Schaerbeek de 1824 à 1829.